# Antonietta Pizzorno
Antonietta Pizzorno est une comédienne, réalisatrice et scénariste italienne, née à Gênes en 1947.

## Filmographie

### Actrice
- 1987 : La Comédie du travail
- 2005 : Le Prestige de la mort

### Réalisation
- 1976 : Anatomie d'un rapport, écrit et réalisé avec Luc Moullet